# Henry Dangar
Henry Dangar (1796 - 1861) fue un topógrafo y explorador de Australia en el primer período de la colonización inglesa. Se convirtió en un pastor y hombre de negocios exitoso, y también fue magistrado y político. Nació el 18 de noviembre de 1796 en San Neot, Cornualles, Inglaterra y fue el primero de seis hermanos en la emigración de los colonos de Nueva Gales del Sur.
Henry Dangar murió en Sídney el 2 de marzo de 1861.